# Эффект Гиббса — Доннана
Эффект Гиббса — Доннана — дополнительное увеличение осмотического давления в физиологическом растворе за счет диффузии ионов неорганических солей через проницаемые для них мембраны. 

## История
Американский физик Джозайя Гиббс предсказал , а английский химик Фредерик Доннан в 1911 году установил экспериментально , что малые и высокомолекулярные ионы распределяются неравномерно по обе стороны мембраны. Это явление получило название эффекта Гиббса — Доннана. Прямым следствием этого эффекта является тот факт, что при соприкосновении клетки с раствором электролита, некоторое его количество всегда перейдет в клетку. Поэтому осмотическое давление (которое определяется суммарной концентрацией ионов электролита и белка) в клетке всегда будет выше, чем в окружающем растворе. 
Интересно, что в гипертонических растворах происходит не только потеря клеткой воды, но и переход определенного числа ионов соли внутрь клетки, что приводит к дегидратации — внутриклеточная вода выходит наружу, клетка высыхает и сморщивается.
- В клетке благодаря анионным каналам эффект Гиббса-Доннана реализуется следующим образом: отрицательно заряженный гемоглобин выталкивает анионы из клетки, отчего их концентрация в эритроцитах значительно ниже, чем в плазме, а pH содержимого эритроцита меньше pH плазмы [3].

## Доннана равновесие
Мембранным равновесием (Доннана равновесие) называют равновесие, устанавливающееся в системе растворов, разделенных мембраной, непроницаемой хотя бы для одного вида присутствующих в системе ионов. Мембранное равновесие необходимо учитывать при рассмотрении проницаемости мембран, при измерении осмотического давления растворов высокомолекулярных веществ.